# Schrony Brzeskiego Rejonu Umocnionego
Schrony Brzeskiego Rejonu Umocnionego este o arie protejată (sit de importanță comunitară — SCI) din Polonia întinsă pe o suprafață de 125,87 ha, integral pe uscat.

## Localizare
Centrul sitului Schrony Brzeskiego Rejonu Umocnionego este situat la coordonatele 52°23′32″N 22°59′40″E / 52.3921°N 22.9944°E.

## Înființare
Situl Schrony Brzeskiego Rejonu Umocnionego a fost declarat sit de importanță comunitară în martie 2007 pentru a proteja 1 specie de animale.

## Biodiversitate
Situată în ecoregiunea continentală, aria protejată nu include niciun habitat protejat.
La baza desemnării sitului se află o specie protejată de  mamifere: liliac cârn (Barbastella barbastellus).